# Backbreaker
Backbreaker (с англ. — «крепкий орешек» или «спинолом») — спортивный симулятор американского футбола. Основным отличием игры является использование технологии «euphoria» — динамического анимационного физического движка, который генерирует анимацию и поведение персонажей «на лету» в соответствии с законами физики и анатомией человека.

## Разработка
Игра Backbreaker была официально анонсирована 21 августа 2007 года.
NaturalMotion опубликовала несколько видеороликов, которые показывают игровой процесс и которые сосредотачиваются на демонстрации технологии «euphoria» в игре.
1 декабря 2009 года был официально объявлен издатель игры и дата её выхода. Издателем оказалась компания 505 Games, а дата выхода запланирована на весну 2010 года. Адам Клайн (англ. Adam Kline), президент 505 Games, заявил по этому поводу следующее: «Backbreaker устанавливает новый стандарт для футбола. Повторяющиеся, предпросчитанные анимации ушли в прошлое. Мы понимаем, что игроки стремятся к чему-то новому, и Backbreaker взорвёт их».

## Отзывы
| Сводный рейтинг | Сводный рейтинг | Сводный рейтинг |
| Издание         | Оценка          | Оценка          |
| Издание         | PS3             | Xbox 360        |
| --------------- | --------------- | --------------- |
| GameRankings    | 60,43 %         | 57,31 %         |